# Слободан Тарбук
Слободан Тарбук (Балинац, 27. јануар 1946) бивши је ратни официр, команданат 39. банијског корпуса Српске војске Крајине.

## Биографија
Генерал-мајор Слободан Тарбук рођен је 27. јануара 1946. године у селу Балинац, општина Глина, Банија. Завршио је Војну академију 1968. године, курс оспособљавања официра безбедности 1977. године, Командно-штабну академију 1981. године и Школу националне одбране 1994. године.
У току професионалне каријере у ЈНА и Српској војсци Крајине обављао је следеће дужности: командир чете, начелник безбедности у команди за развој 7. пешадијске дивизије, начелник безбедности 6. пешадијске пролетерске дивизије, начелник штаба 16. партизанске бригаде, помоћник начелника безбедности 5. војне области, командант 622. моторизоване бригаде, помоћник начелника III Управе ГШ у Војсци Југославије за војно-територијалне органе, помоћник команданта крагујевачког корпуса за информисање и командант 39. банијског корпуса Српске војске Крајине.
На властити захтев пензионисан 16. маја 1996. године.
Отац је двоје деце.